# Geografía de Irán
Irán se encuentra situada en el Sur de Asia, entre el mar Caspio, al norte, y el golfo Pérsico al sur; al este se encuentra Afganistán y al oeste la llanura mesopotámica de Irak. Se encuentra en el límite con Asia Occidental, siendo a veces incluido en esta. 
Políticamente, su frontera norte linda con las naciones de Armenia, Azerbaiyán, y Turkmenistán, Esas fronteras se extienden a lo largo de más de 2.000 km, incluyendo cerca de 650 km de agua de la costa meridional del mar Caspio. Las fronteras occidentales de Irán son con Turquía, en el norte, e Irak, en el sur, terminando en el Río Arvand.
Hasta el siglo XX, cuando las principales carreteras y líneas de ferrocarril se construyeron a través de las montañas para conectar los centros de población, estas cuencas tendían a estar relativamente aisladas entre sí. Típicamente, una gran ciudad dominaba cada cuenca, y había complejas relaciones económicas entre la ciudad y los cientos de pueblos que la rodeaban. En las alturas mayores de las montañas que rodeaban las cuencas, grupos organizados tribalmente practicaban la trashumancia, moviéndose con sus rebaños de ovejas y cabras entre los pastos de verano y los de inviernos tradicionales. No hay grandes sistemas hídricos en el país e históricamente el transporte se hacía a través de caravanas que seguían rutas que atravesaban brechas y pasos en las montañas. Las montañas también impedían un acceso fácil al golfo Pérsico y al mar Caspio.
Con una superficie de 1 648 000 km², Irán es el 18.º país del mundo en tamaño, un poco superior a Perú y ligeramente inferior a  México y algo más de tres veces mayor que España.

## Topografía

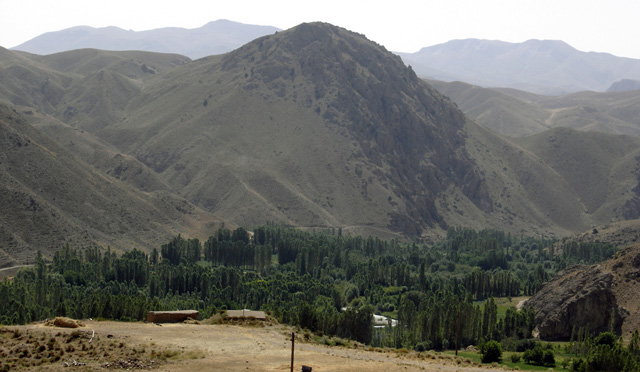
El paisaje iraní es predominantemente montañoso, con oasis verdes que contrastan mucho, La imagen fue tomada en la cordillera Elburz meridional cerca de Firouzkuh.

Topografía de Irán

La meseta iraní se extiende entre la llanura de Mesopotamia y de India. Se trata de un país montañoso, de 1200 m s. n. m. de media. Su paisaje está dominado por cordilleras que separan varias cuencas y mesetas unas de otras. La poblada parte occidental es la más montañosa, con cordilleras como los montes Zagros (en el suroeste) y los montes Elbruz (en el norte).
Los montes Zagros son la principal cadena montañosa del país, una serie de sierras paralelas intercaladas con llanuras que dividen el país desde el noroeste al sureste. Muchos picos de los Zagros superan los 3000 m de altitud y en la región sur-central del país hay al menos cinco picos por encima de los 4000 m. Conforme los Zagros continúan hacia el sureste de Irán, la elevación media de los picos desciende radicalmente por debajo de los 1500 m. Estos montes forman frontera con Mesopotamia. Dentro de los montes Zagros en sí puede diferenciarse una cordillera que queda al norte, los montes Rud, de origen volcánico. Entre los Zagros y los Rud hay una serie de valles con una altitud media de 1500 m. La cumbre de los montes Rud es el Shir Kuh, de 4050 m.
Los montes Elburz que bordean el litoral del mar Caspio es una cadena montañosa estrecha pero alta. Está formada por materiales antiguos y volcanes más recientes. Esta barrera natural frente al Caspio solamente se ve cortada por el paso del río Sefid. En los montes Elburz se encuentra el volcánico Damavand a 5.671 m, punto más alto del país. No es solo el pico más alto del país, sino también la montaña más alta de Eurasia al oeste del Hindu Kush.
En el extremo noreste, lindando con Turkmenistán, se encuentran los montes Kopet Dag. En el límite oriental se encuentranlos montes Suleimán, Makrán y los centrales de Afganistán.
El centro de Irán está formado por varias cuencas muy cerradas a las que se denomina, de manera genérica, la Meseta Central o meseta iraní. En origen era una cuenca marina terciaria. Su altitud media es de alrededor de 900 m, pero varias de las montañas que se alzan sobre la meseta alcanzan los 3000 m. La mitad oriental del país consiste básicamente en un desierto deshabitado formado por cuencas con ocasionales lagos de sal; se distinguen dos desiertos de sal o desiertos áridos, el Dasht-e-Kavir (Gran Desierto Salado) y el Dash-e-Lut. Excepto por lo que se refiere a algunos oasis aislados, estos desiertos se encuentran deshabitados. A lo largo del golfo Pérsico se encuentra la provincia montañosa de Farsistán o Fars.
Solo hay dos llanuras de relativa extensión: al norte, junto al mar Caspio y al suroeste, la llanura de Juzestán. La depresión mesopotámica o llanura de Juzestán está en el golfo Pérsico junto a la frontera con Irak; en esta segunda se encuentra el «Arvandrud» (río Shatt al-Arab). La llanura de Juzestán es una extensión a grandes rasgos triangular de la llanura mesopotámica y cubre alrededor de 160 km de ancho. Se extiende más de 120 km tierra adentro, escasamente alzándose unos pocos metros sobre el nivel del mar, luego se encuentra de forma abrupta con las primeras elevaciones de los Zagros. Gran parte de la llanura de Juzestán está cubierta de pantanos. A lo largo de la costa del mar Caspio se encuentra la depresión aralo-cáspica; esta llanura del mar Caspio es más larga y estrecha que la de Juzestán. Se extiende a lo largo de unos 640 km, pero su punto más ancho tiene menos de 50 km, mientras que en algunos lugares menos de 2 km separan la orilla de la falda de los ontes Elburz. Llanuras más pequeñas se hallan a lo largo de la costa del golfo, en el estrecho de Ormuz.

## Clima

Climas de Irán, por zonas:
Suave y húmedo del Caspio
Suave del Caspio
Mediterráneo con lluvias primaverales
Mediterráneo
Frío y montañoso
Frío extremo y montañoso
Frío semidesértico
Cálido y semidesértico
Desértico y seco.
Desértico, cálido y seco
Cálido y seco
Seco de la costa

Tiene clima continental desértico o seco. Todo Irán es árido o semiárido, excepto en la costa del mar Caspio donde domina un clima subtropical. En el noroeste los inviernos son fríos con intensas nevadas y temperaturas bajo cero en diciembre y enero. La primavera y el otoño son relativamente suaves, mientras que los veranos son secos y cálidos. En el sur, los inviernos son suaves y los veranos muy cálidos, con una temperatura media diaria en julio por encima de los 38 °C. En la llanura de Juzestán el calor del verano está acompañado por una alta humedad.
En general, Irán tiene un clima árido en el que la relativamente escasa precipitación anual va de octubre a abril. En la mayor parte del país, la precipitación anual tiene una media de 25 centímetros o menor. La gran excepción son los valles de montaña más altos de los Zagros y la llanura costera del Caspio, donde la media de precipitaciones llega al menos a 50 cm anualmente. En la parte oeste del Caspio, la pluviosidad excede de 100 cm anualmente y se distribuye de manera relativamente igual por todo el año. Esto contrasta con algunas cuencas de la Meseta iraní que reciben 10 cm o menos de precipitación anual.

## Ríos

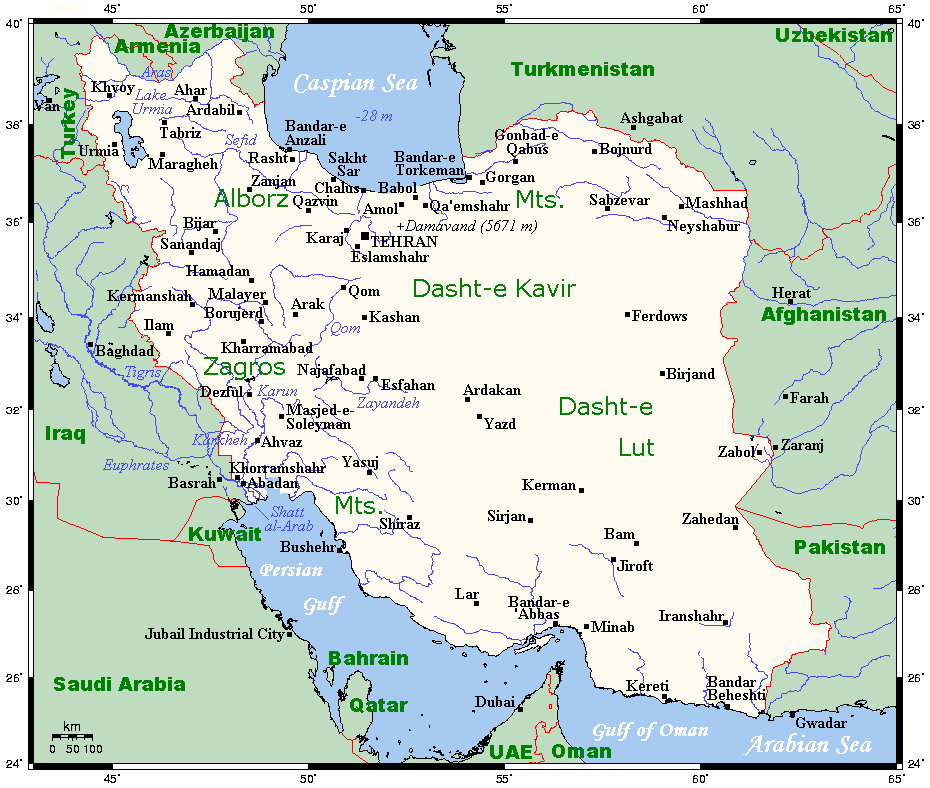
Hidrografía de Irán

No hay grandes ríos en el país. El único que es navegable es el río Karún (830 km), en el tramo de unos 180 km que va desde Khorramshahr hasta Ahvaz, y solamente por embarcaciones de fondo plano. Es el principal afluente del río Shatt al-Arab, si se consideran los ríos Tigris y Éufrates como sus fuentes. Otros grandes ríos son el Kharkeh (700 km), un afluente del Tigris; el Sefid-Rud (670 km), que desemboca en el mar Caspio; y el río Zayandeh (400 km), que desagua en el lago salado de Gavkhouni. Comparte con Afganistán el Hilmend (de 1.150 km), que recorre buena parte del país y desemboca en el homónimo Lago de Hilmend. Otros ríos permanentes y corrientes estacionales desembocan en el golfo Pérsico, mientras que una serie de pequeños ríos que se originan en el noroeste de los montes Zagros o en Elbruz van a dar al mar Caspio.
En la Meseta Central, numerosos ríos —la mayor parte de los cuales tienen lechos secos durante la mayor parte del año— se forman con la nieve que se derrite en las montañas en primavera y fluyen por cauces permanentes, desaguando finalmente en lagos salinos, que también tienden a secarse en los meses de verano. Hay un lago de sal permanente, el lago Urmía (el nombre tradicional, también escrito lago Urmiyeh, nombre al que volvió después de haber sido llamado lago Rezaiyeh con el sah Mohammad Reza), en el noroeste, cuyo contenido en sal es demasiado alto para permitir que vivan en él peces o la mayoría de las demás formas de vida acuática. Hay también varios lagos salinos conectados a lo largo de la frontera entre Irán y Afganistán en la provincia de Sistán y Baluchistán.
Hidrográficamente, Irán puede considerarse dividido en las siguientes grandes vertientes:
- vertiente del océano Índico, la más importante del país, subdividida a su vez en dos:

- ríos que desembocan en el golfo Pérsico:

- río Shatt al-Arab, con los siguientes afluentes:

- río Haffar (originalmente un canal artificial que ahora forma el estuario del Karun);
- río Karún, con sus afluentes los ríos Marun y Dez (400 km);
- río Tigris (que viene de Irak), con sus afluentes los ríos Karkheh (700 km, con su subafluente el río Seimare, de 417 km), Chankula, Diala (o Sirwan) y el Pequeño Zab (402 km);

- río Bahmanshir, la boca original del Karún, de unos 115 km;
- río Jarahi;
- río Zohreh;
- río Helleh;
- río Mand;
- río Mehran;
- río Kul, con los afluentes Gowdeh y Rostam;

- ríos que desembocan en el golfo de Omán, en general pequeños ríos costeros, siendo los principales los ríos Dozdan, Jagin, Gabrik y Bahu Kalat (o Dashtiari o Silup).

- vertiente del  mar Caspio, que en realidad es una cuenca endorreica, pero que se suele considerar casi como una vertiente marina más. Los principales ríos iraníes que desaguan en este lago interior, son los siguientes:

- río Aras, un largo río internacional de 1.072 km que también discurre por Turquía, Armenia y Azerbaiyán, y que es el principal afluente del largo río Kura (que también discurre por Azerbaiyán). Sus principales subafluentes son los ríos Balha y Zangmar;
- río Sefid, de 670 km, con los afluentes Qizil Uzun y Shahrood;
- río Do Hezar, con su afluente el río Se Hazar;
- río Chaloos, de unos 100 km, con su afluente el río Sardab;
- río Kojoor;
- río Haraz, de 150 km, con sus afluentes los ríos Noor (78 km) y Lar;
- río Atrak, con su afluente el río Sumbar.

- Cuencas endorreicas. La mayor parte del país drena a través de cuencas endorreicas, esto es, sin salida al mar. Las más importantes son las siguientes:

- lago Urmia, en el que desaguan los ríos Ají Chay (265 km), Gadar (100 km) y Zarrineh Rud (302 km);
- desierto de Kavir, en el que desaguan los ríos Abhar, Qom (400 km, considerando el Qareh Su), Jajrood (40 km) y Karaj (245 km);
- lago salado de Gavkhouni, en el que desagua el río Zayandeh (de 400 km);
- lago Hamun-e Jaz Murian, en el que desaguan los ríos Halil (390 km) y Bampur;
- cuenca del Sistán, en la que desagua el importante río Helmand (1.150 km), que llega desde Afganistán;
- lago Hamun-i-Mashkel, en el que desagua el río Mashkid (o Mashkel);
- desierto de Karakum, en el que desaparece el río Hari Rud, un largo río de 1.124 km que llega de Afganistán y sigue por Turkmenistán (con su principal afluente, el Kashaf).

## Flora y fauna

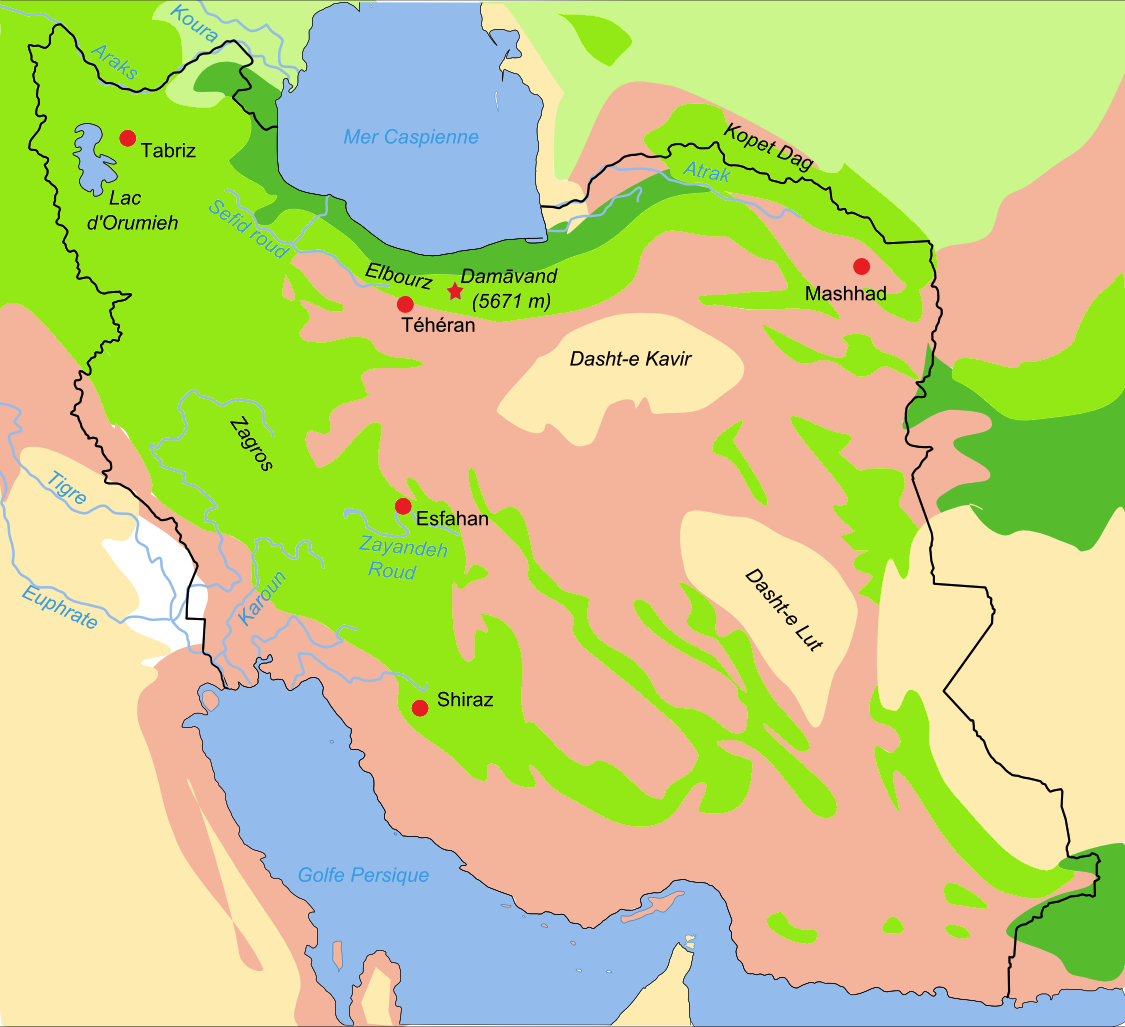
Mapa de biotopos de Irán
Estepa del bosque
Bosques y arbolados
Semidesértico
Tierras bajas del desierto
Estepa
Pantanos aluviales salados

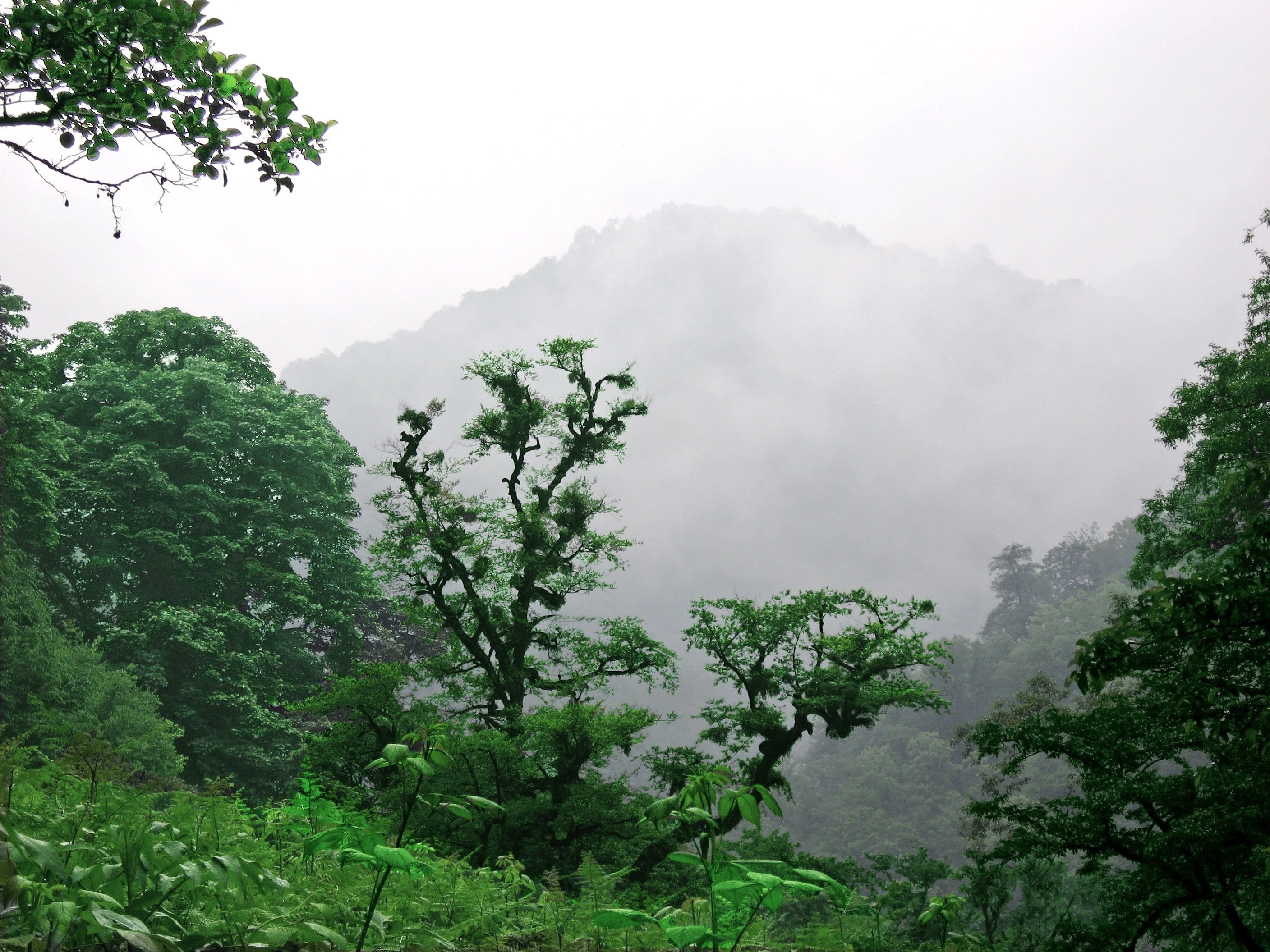
Junglas septentrionales/Bosques tropicales de Irán

Más del 10% del país está cubierto de bosque. Los más extensos se encuentran en las laderas montañosas que se alzan desde el mar Caspio, con roble, fresno, olmo, cipreses y otros árboles valiosos. En la meseta en sí, aparecen zonas de quercus arbustivos aparecen en las laderas montañosas más irrigadas, y los lugareños cultivan huertos y crece el plátano, álamo, sauce, nogal, haya, arce y morera. Plantas y arbustos silvestres surgen de la tierra estéril y permiten que se produzca pasto, pero el Sol del verano los quema.
Según los informes de la FAO , las principales clases de bosque que hay en Irán y sus zonas respectivas son:
1. Caspio bosques de los distritos norteños (19.000 km²);
2. Bosques montañosos calizos en los distritos noreste (bosques de Juniperus, 13 000 km²);
3. Bosques de pistacho en los distritos este, sur y sureste (26.000 km²);
4. Bosques de roble en los distritos central y oeste (35.000 km²);
5. Matorrales de los distritos Kavir (desierto) en la parte central y noreste del país (10 000 km²);
6. Bosques subtropicales de la costa sur (5.000 km²) como los bosques de Hara.

Más de 2.000 especies de plantas crecen en Irán. La tierra cubierta por la flora autóctona de Irán es cuatro veces la de Europa.
Uno de los más famosos miembros de la vida salvaje en Irán es el último superviviente en el mundo, críticamente amenazado guepardo asiático, que hoy en día no se encuentra en ningún otro sitio salvo en Irán. Ha perdido todos sus leones asiáticos y el hoy extinto tigre persa en la primera parte del siglo XX. Osos pardos y tibetanos en las montañas, muflones y cabras salvajes, gacelas, asnos salvajes, jabalíes, leopardos y zorros abundan. Entre los animales domésticos hay ovejas, cabras, vacas, caballos, búfalos de agua, burros y camellos. Son autóctonos en Irán el faisán, la perdiz, la cigüeña y el halcón.

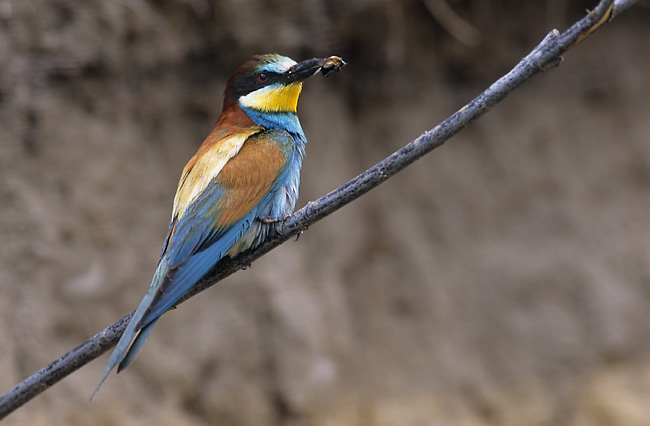
El abejaruco de Irán

El leopardo de Persia se dice que es la más grande de todas las subespecies de leopardos del mundo. La gama principal de esta especie en Irán se solapa de cerca con la de cabra bezoar. Por lo tanto, se encuentra en todas partes de Elburz y sierras montañosas de los Zagros, así como en sierras menores dentro de la Meseta iraní. La población del leopardo es muy escasa, debido a la pérdida de hábitat, de sus presas naturales, y a la fragmentación de la población. Aparte de la cabra bezoar, los muflones, el jabalí, los cérvidos (sea el ciervo de Maral o los corzos), y los animales domésticos constituyen la dieta de leopardo en Irán.

## Recursos y uso de la tierra
Recursos naturales:
petróleo, gas natural, carbón, cromo, cobre, mineral de hierro, plomo, manganeso, cinc, sulfuro

tierra arable:
10%

cosechas permanentes:
1%

pastos permanentes:
27%

bosques y arbolados:
13%

otros:
49% (1998 est.)
Tierra irrigada:
94,000 km² (1993 est.)

## Problemas medioambientales
Riesgos naturales:
sequías periódicas, inundaciones; tormentas de polvo, tempestades de arena; terremotos a lo largo de la frontera occidental y en el noreste 
Temas actuales ambientales:
contaminación atmosférica, especialmente en zonas urbanas, de emisiones del vehículo, de operaciones de la refinería, y de emanaciones industriales; tala de árboles; pastoreo excesivo; desertificación; contaminación por petróleo en el golfo Pérsico; pérdidas del humedal de la sequía; degradación del suelo (salinización); fuentes inadecuadas de agua potable en algunas áreas; urbanización. 
Especies amenazadas: 
En fecha 2001, están en peligro 20 especies de mamíferos y 14 de pájaros. Las especies en peligro en Irán incluyen el oso de Baluchistán, guepardo asiático, gamo persa, grulla blanca siberiana, tortuga de carey, tortuga verde, cobra de Oxus, víbora de Latif, dugong, y delfines. El asno salvaje sirio ha llegado a estar extinto.

## Disputas territoriales
Irán protesta a Afganistán por limitar el flujo de afluentes represados del río Helmand en períodos de sequía. La falta de un límite marítimo entre Irak e Irán suscita conflictos de jurisdicción más allá de la boca del Shatt al-Arab en el Golfo Pérsico. Irán y Emiratos Árabes se disputan las islas de Tunb y la isla de Abu Musa, que están ocupadas por Irán. Irán es el único de los estados litorales que insiste en una división del mar Caspio en cinco sectores iguales.

## Áreas protegidas de Irán

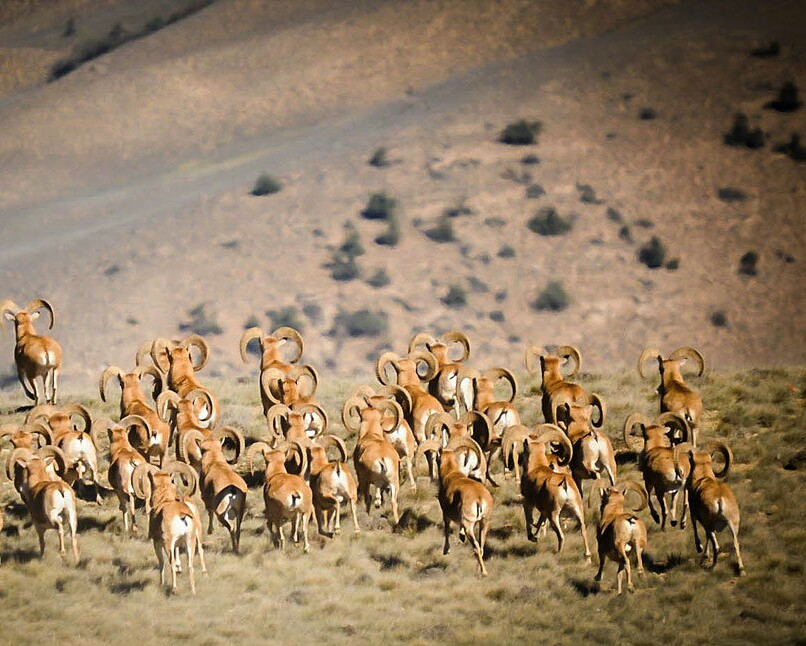
Parque nacional de Khabr

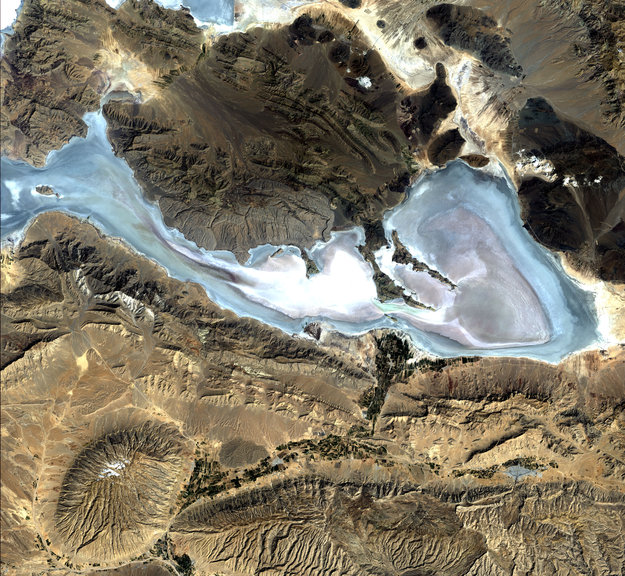
Lago Bajtegán

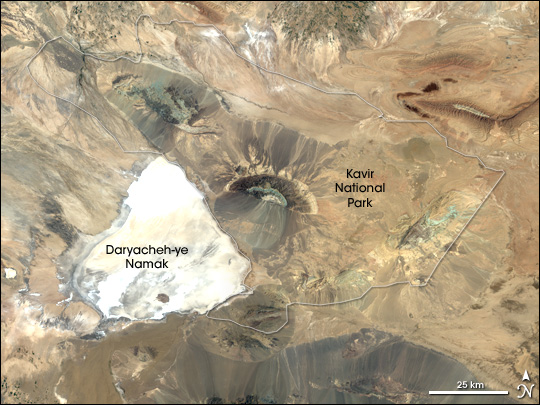
Parque nacional de Kavir

En Irán hay unas 185 áreas protegidas que cubren una superficie de 140.266 km², el 8,61 por ciento del territorio (aprox. 1.640.000 km²), y 1.809 km² de áreas marinas, el 0,8 por ciento de los 224.800 km² que pertenecen al país. De estas áreas, 16 son parques nacionales, 18 son monumentos nacionales naturales, 34 son refugios de vida salvaje, 2 son parques marinos y 80 son áreas protegidas de otras categorías. Además, hay 24 sitios Ramsar, considerados humedales de importancia internacional, que ocupan unos 14.864 km², y BirdLife International considera que hay al menos 105 IBAs (Áreas Importantes para la Conservación de las Aves) que cubren unos 86.000 km² y que engloban 474 especies de aves, de las que 27 son especies amenazadas y 1 es endémica, el  arrendajo terrestre iraní.
- Parque nacional de Golestán, 886 km²
- Parque nacional de Jar Turán, o Touran, 14.000 km²
- Parque nacional Kavir, 4415 km²
- Parque nacional de Lar, 290 km²
- Parque nacional Sorkheh Hesar, 92 km²
- Parque nacional Tandooreh, 355 km²
- Parque nacional de Khabr, 1.200 km²
- Parque nacional de Kolah Ghazi, 470 km²
- Parque nacional de Tang-e-sayad, 43,7 km²
- Parque nacional del lago Urmía, 4640 km²
- Parque nacional de Salook, 63 km²
- Parque nacional de Bamou, 486 km²
- Parque nacional de Khogir, 100 km²
- Parque nacional de Bajtegán, 1600 km²
- Parque nacional de Bojagh, 32 km²
- Parque nacional de Sarigol, 55 km²

## Demografía y población
La población estimada de la República Islámica de Irán en 2021 era de 85.590.000 personas, con un crecimiento anual en 2020 del 1,3 por ciento y una tasa de fertilidad de 2,15 hijos por mujer, en ligero ascenso. La población urbana es del 75,5%, con 63,4 millones de personas. La media de edad es de 32 años. La esperanza de vida es de 77,3 años en 2020, con una mortalidad infantil de 10,5 niños por 1000 nacimientos y 12,3 antes de los 5 años (en España es de 2 y 2,4). La ciudad más poblada es Teherán, con 7,15 millones de habitantes, seguida de Mashhad, con 2,3 millones y otras cuatro ciudades con más de un millón (Isfahán, Karaj, Tabriz y Shiraz)

### Etnias
Irán es una sociedad diversa, en la que predominan los grupos persas (hablantes de persa o farsi), un 61% de la población, a los que se añaden poblaciones túrquicas, semíticas y otro caucásicos como armenios, georgianos y circasianos. Entre los grupos persas hay kurdos, mazandaraníes, guilakíes, luros, talyshíes, tatíes y baluchíes. Entre los túrquicos (de habla turca), hay azerbayanos, turcomanos y grupos étnicos tribales como los kashgai y los jarasaníes (grupo turco que vive en la provincia de Jorasán del Norte. Entre los semíticos hay árabes, asirios, judíos y mandeos. Y entre los grupos derivados del Cáucaso hay armenios, georgianos y circasianos.